# Діана Буразер
Діана Буразер (хорв. Diana Burazer) — хорватська поетеса, перекладачка, письменниця, дипломований математик, літературний критик. Народилася 23 жовтня 1953 року в Загребі, Хорватія. Вона здобула освіту в Плетерниці та Любушках (Боснія і Герцеговина), де закінчила середню школу . Закінчила теоретичну математику на природничо-математичному факультеті в Загребі . З 1977 по 1992 роки проживала і працювала в Мостарі (Боснія і Герцеговина), де була одним із ініціаторів діяльності закладу «Літературна молодь» та видань для молоді, а з 1992 року через війну переїхала жити і працювати в Загреб. Діана Буразер – редактор видавництва Фідіпід . Вона є членом Товариства хорватських письменників (DHK), Хорватського ПЕН-клубу та Товариства письменників Боснії та Герцеговини . 
Діана Буразер пише вірші, прозу, пісні та іноді літературну критику . Свої перші пісні Діана написала у другому класі початкової школи в Плетерниці, на що її надихнула вчителька з її школи, написані які були про матір, квіти і весну . Пізніше в середній школі в Любушках письменництво набуло серйознішого значення в житті поетеси. Згодом Діана публікувалася в багатьох хорватських і боснійських журналах, представлена в багатьох антологіях хорватської поезії. Була лауреатом багатьох премій. Наразі Діана Буразер видала шість томів поезії . За словами поетеси, вона пише «рефлексивну» лірику, а в молодості натхненням для неї були видатні діячі Цесарич, Михалич, Десанка. Вірші Діани перекладено приблизно 15 мовами (французькою, англійською, німецькою, норвезькою, іспанською, польською, русинською, болгарською, українською, македонською, словенською тощо) . У 2007 році її вірші, що були вибрані та перекладені іспанською мовою Желькою Ловренчич, увійшли до поетичної антології «Puentes. Poesía Croata: Diez poetas contemporáneos», виданою Товариством хорватських письменників і болівійським видавництвом Correveidile . Також 10 її віршів увійшли до добірки сучасної хорватської поезії «Bajo la ceniza del antiguo fuego» (іспанський переклад Жельки Ловренчіч, Мексика, 2011). Її книги «Druga kuća» та «Naranča» увійшли до короткого списку (5 книжок) щорічної нагороди Тіна Уєвича за найкращу поетичну книгу Хорватії.
У 2022 році Діана Буразер стала лауреатом премії Vesna Parun , яку вручають у Стубицьких Топлицях уже п’ять років. Її нагородили за вірш «Povijest u Arial fontu», який експертне журі визнало найкращим у конкурсі з тридцяти семи віршів.
16 лютого 2024 року Діана Браузер була номінована на премію Ante Zemljar, а церемонія нагородження відбулась 22 лютого 2024 року в МКД Ілінден . Ця престижна нагорода присуджується видатним письменникам країни та зарубіжжя, чия творчість залишила винятковий слід у галузі літератури. Ініціатива надійшла від Хорватського літературного товариства. 
Українською мовою у перекладі Віктора Мельника вийшла добірка поезій Діани Буразер під назвою «Час, який нам залишається» . До цієї добірки увійшли вірші з двох її останніх книг («Naranča» і «Druga kuća»).